# Chabielice (gmina)
Chabielice – dawna gmina wiejska istniejąca do 1954 roku w woj. łódzkim. Siedzibą władz gminy były Chabielice.
W okresie międzywojennym gmina Chabielice należała do powiatu piotrkowskiego w woj. łódzkim. Była położona na peryferiach powiatu, odgrodzona od reszty obszaru dużą eksklawą powiatu radomszczańskiego należącą do gminy Brudzice. Po wojnie gmina zachowała przynależność administracyjną. Według stanu z dnia 1 lipca 1952 roku gmina składała się z 11 gromad: Chabielice, Chabielice kol., Dębina Osińska, Janówka, Kamień, Kieruzele, Osiny, Osiny kol., Stanisławów I, Stanisławów II i Tatar.
1 stycznia 1954 roku do gminy Chabielice przyłączono część obszaru gminy Brudzice w powiecie radomszczańskim (gromady Aleksandrów, Bogumiłów, Faustynów i Karolów). Tym samym zlikwidowano obszerną eksklawę powiatu radomszczańskiego, dotychczas otoczoną z wszystkich stron obszarem powiaty piotrkowskiego.
Jednostka została zniesiona 29 września 1954 roku wraz z reformą wprowadzającą gromady w miejsce gmin. Po reaktywowaniu gmin z dniem 1 stycznia 1973 roku gminy Chabielice nie przywrócono, a jej dawny obszar wszedł głównie w skład gminy Szczerców w powiecie bełchatowskim.